# جاسي
جاسي هو لاعب كرة قدم برازيلي في مركز الوسط، ولد في 11 يوليو 1997 في Santa Inês, Paraná ‏ في البرازيل. لعب مع أتلتيكو باراناينسي.

## وصلات خارجية
- جاسي على موقع قاعدة بيانات كرة القدم.إي يو (الإنجليزية)
- جاسي على موقع قاعدة بيانات كرة القدم.إي يو (الإنجليزية)
- جاسي على موقع Soccerway.com (الإنجليزية)